# بابلو كالديرون
بابلو كالديرون (بالإسبانية: Pablo Calderón)‏ هو لاعب كرة قدم أرجنتيني، ولد في 1998 في Hermoso Campo ‏ في الأرجنتين.

## وصلات خارجية
- بابلو كالديرون على موقع قاعدة بيانات كرة القدم.إي يو (الإنجليزية)
- بابلو كالديرون على موقع Soccerway.com (الإنجليزية)